# Hyper Sports
Hyper Sports, также известная в Японии как Hyper Olympic '84 (яп. ハイパーオリンピック'84) — компьютерная игра, выпущенная в 1984 году. Это продолжение выпущенной Konami игры Track & Field, включающее семь новых олимпийских соревнований. Как и в предшественнице, в Hyper Sports используются 2 кнопки для бега и одна кнопка действия для каждого из игроков. Как и у предшественницы, у японской версии игры была официальная лицензия Олимпийских игр 1984 года. Хотя игра не получила такого коммерческого успеха и положительных рецензий, как Track and Field, Hyper Sports всё же была довольно популярной среди игроков.

## Игровой процесс
Игровой процесс был в основном похож на Track & Field в том, что игрок должен был участвовать в состязаниях, пытаясь набрать как можно больше очков и побеждая компьютерных противников. Игрок также должен был побить квалификационное время, дистанцию или очки для того, чтобы перейти к следующему состязанию. Если все состязания были успешно пройдены, игрок переходит к следующему раунду тех же состязаний с увеличенной сложностью квалификации.
В игре были представлены следующие состязания:
- Плавание — скорость управляется кнопками бега, дыхание кнопкой движения (по подсказке на экране).
- Стендовая стрельба — кнопками бега выбирается выстрел влево или вправо, пока «тарелочка» находится в прицеле.
- Опорный прыжок — Скорость подбега управляется компьютером, игрок прыгает и отталкивается кнопкой действия, совершает как можно больше оборотов кнопками бега и пытается приземлиться на ноги.
- Стрельба из лука — Стрельба осуществляется кнопкой действия, угол стрельбы контролируется нажатием и отпусканием кнопки действия в нужное время.
- Тройной прыжок — Скорость управляется кнопками бега, прыжок и угол прыжка управляются кнопкой действия.
- Тяжёлая атлетика — Сила подъёма веса управляется кнопками бега, перенос веса с поднятого положения к положению над головой управляется кнопкой действия.
- Прыжок с шестом — Скорость подбега управляется компьютером, момент отпускания шеста и движение тела контролируется кнопкой действия.

## Разное
Два состязания из игры (стендовая стрельба и прыжок с шестом) попали в программу BBC «First Class». После этого игра стала лучше всего продающейся по итогам месяца. Версия для Spectrum попала под номером 59 в Your Sinclair Official Top 100 Games of All Time.